# We Are Never Ever Getting Back Together
A We Are Never Ever Getting Back Together (magyarul: „Soha nem leszünk újra együtt”) Taylor Swift amerikai énekesnő első kislemeze Red című negyedik nagylemezéről. A dalt Taylor Swift, Max Martin és Schellback szerezte. Martin, Schellback és Dan Huff producerelte.
A "We Are Never Ever Getting Back Together" egy popdal, amiben akusztikus gitárt és szintetizátort alkalmaznak. A dalszöveg arról szól, hogy Swift megvitatja a korábbi barátjával a kapcsolatát, aki újra akarja kezdeni vele. Vegyes kritikákat kapott: míg néhány kritikus dicsérte, hogy fülbemászó és rádióbarát, mások úgy érezték, hogy hiányzik a dalból a komolyság, és hogy nem olyan gitárorientált, mint Swift korábbi munkái. Ennek ellenére kereskedelmi siker lett. Az iTunes Store-on első helyre került ötven perc alatt, ezzel Lady Gaga Born This Way c. dalának rekordját döntötte meg, mert az a felvétel hatvan perc alatt került a csúcsra. Ez az énekesnő első dala, ami a Billboard Hot 100-on az első helyet megszerezte.

## Háttér és kiadás
Miután a Speak Now című lemezt teljesen egyedül írta, úgy döntött, hogy a Red című lemezén együttműködik különböző dalszerzőkkel és producerekkel, ezért hívta Max Martint és Schellbackot, hogy egyeztesse velük a közös munkát. Miután Swift szakított a barátjával, besétált a stúdióba, és elmondta, hogy olyan pletykákat hallott, hogy az exe vissza akarja szerezni őt. Miután barátja elment, Martin és Schellback kérte, hogy mondja el a kapcsolatának a részleteit, amit úgy írt le, hogy "szakítanak, együtt vannak, szakítanak, együtt vannak, pfúj, ez a legrosszabb". Martin azt javasolta, hogy írjanak erről az esetről. Swift gitározni és énekelni kezdte, hogy "We are never ever..", és ezután gyorsan megszületett a dal. Ő felvételek közben vicces tapasztalatokat szerzett, és azt mondta, hogy a producereknek vannak elvárásai iránta. A szám premierje 2012. augusztus 13-án volt YouTube-on egy élőbeszélgetés keretei között. Még aznap megjelent a Google Playen az új nóta. Augusztus 14-én digitálisan letölthetővé vált az Amazon.com-on és az iTunes Store-on. A dalt az Adult Contemporary rádióállomásain játszották le először, majd bemutatták a kereskedelmi rádiókban és augusztus 21-én az országos rádióban. Szeptember 4-én megjelent a limitált példányszámú CD, amihez "We Will Never Ever Get Back Together" pólót és hátizsákot adnak.

## Összetétel és dalszöveg
"We Are Never Ever Getting Back Together" egy pop és egy rágógumi popdal, ami szintetizátort és akusztikus gitárt alkalmaz. A dalt Swift, Martin és Schellback írta. A szövegben arról beszél, hogy csalódott az exszeretőjében, aki újra szeretné kezdeni vele.

## Fogadtatás

### Kritikák
A zenei kritikusoktól vegyes kritikákat kapott.

## Fordítás
- Ez a szócikk részben vagy egészben  a   We Are Never Ever Getting Back Together című angol Wikipédia-szócikk fordításán alapul.  Az eredeti cikk szerkesztőit annak laptörténete sorolja fel. Ez a jelzés csupán a megfogalmazás eredetét és a szerzői jogokat jelzi, nem szolgál a cikkben szereplő információk forrásmegjelöléseként.